# Chana Rachel Verbermacher
Chana Rachel Verbermacher, född 1805, död 1888, var en rysk-judisk religiös ledare eller rebbe. Hon är känd som den enda kvinnliga rebbe inom chassidismen, och blev känd som jungfrun i Ludmir.